# Xie Shichen

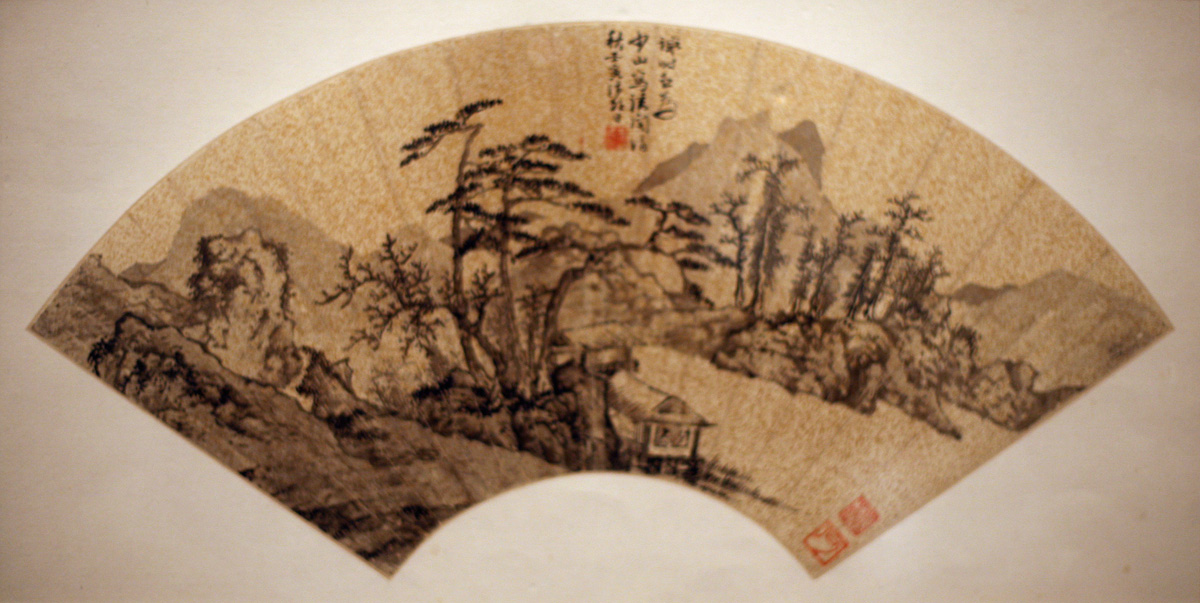
Xie Shichen, Paisatge, 1542.. Ventall. Brooklyn Museum

Xie Shíchen (xinès simplificat: 谢时臣; xinès tradicional: 謝時臣; pinyin: Xiè Shíchén) fou un pintor xinès que va viure sota la dinastia Ming. No se sap amb exactitud la data del seu naixement que va ser vers el 1488 i es desconeix la data de la seva mort. Conegut també amb el nom de Chuxian. Oriünd de Suzhou, província de Jiangsu. Com altres artistes del període Ming va viatjar moltes vegades durant la seva vida.arreu del país.
Xie va ser un pintor paisatgista influït per Guo Xi i Shen Zhou. Obres estan relacionades amb les muntanyes Wudang (a Hubei). Hua (a Shaanxi) i Taihang (a Henan). Les seves pintures també tenen a veure amb els pelegrinatges budistes i taoïstes. Les pintures de Xie van decorar moltes residències de rics comerciants de Suzhou.